# Chrystus Zbawiciel Andów
Chrystus Zbawiciel Andów (hiszp. Cristo Redentor de los Andes) – monumentalna rzeźba z brązu przedstawiająca Chrystusa Zbawiciela ustawiona na przełęczy Uspallata (3 862 m n.p.m.) w Andach na granicy argentyńsko-chilijskiej w dniu 13 marca 1904 dla upamiętnienia pokoju zawartego pomiędzy tymi dwoma krajami po trwającym kilkadziesiąt lat sporze granicznym.
7,9-metrowa rzeźba dłuta argentyńskiego rzeźbiarza Mateo Alonzo stoi na półkuli z granitu, zaś u stóp cokołu znajduje się napis w języku hiszpańskim: Prędzej te góry rozsypią się w proch, nim Argentyńczycy i Chilijczycy złamią traktat pokojowy zawarty u stóp Chrystusa Zbawiciela.
Przełęcz Uspallata znajduje się na głównym szlaku transportowym (autostradą) łączącym stolicę Chile - Santiago - z argentyńskim miastem Mendoza i dalej z Buenos Aires.